# Argyra albicoxa
Argyra albicoxa är en tvåvingeart som beskrevs av Van Duzee 1925. Argyra albicoxa ingår i släktet Argyra och familjen styltflugor.
Artens utbredningsområde är New York. Inga underarter finns listade i Catalogue of Life.